# 语言的起源
语言的起源是语言学领域尚未解决的一个问题，研究对象包括人类的口头语言、手势以及书写等相关系统，并涉及到人类演化研究。该主题的研究材料包括古人类的化石记录、考古遗迹、现代语言的多样性、语言习得过程，以及人类语言与动物交流（尤其是其它灵长类动物）之间的差异。许多人认为，语言的起源可能与现代人类的行为发展相关，但对此猜想及其引申意义还未达成共识。
语言的起源是一个有高度争议性的话题。由于可得到的实证证据的欠缺，许多人认为严肃的学者不应涉足于此问题。1866年，巴黎语言学会甚至明令禁止讨论此问题，这一禁令对西方学界产生的影响一直延续到20世纪末。现今，关于语言起源的时间、地点及方式众说纷纭。相比100年前用达尔文演化理論对这一问题作粗糙解释的时代相比，如今此领域似乎并没有达成更多的共识。自1990年代起，越来越多的语言学家、神經科學家、遺傳學家、演化生物學家、考古学家、心理学家、人类学家开始尝试应用各自领域的现代方法来探究这一难题。

## 研究方向
语言起源研究可根据一些基本假设细分为下述几个方向：
- 连续性假说：基本思想是，语言不可能瞬间就形成其最终的形式，它必定是由人类灵长类祖先的早期前语言系统演变而来。
- 非连续性假说：与连续理论意见相反，认为语言有着独一无二的特征，这只能表明，语言是在人类演化历程中的某一时间点上相对突然地出现的。
- 部分学者认为语言是先天的能力，由遗传因素决定。
- 另一些则认为语言具有文化属性，通过社交接触习得。

截至2018年，大部分学者都倾向于连续性假说，但对于语言系统的演变过程仍有不同看法。现今唯一一位重要的非连续性假说支持者是诺姆·乔姆斯基。乔姆斯基表示，大约10万年前产生于某个人类个体的随机突变导致了语言在突然之间以完美或近乎完美的形式出现。
包括史迪芬·平克在内的部分研究者把语言能力看作很大程度上是天生的，他们避免去研究灵长类中明确的语言雏型，而是简单地认为“语言本能”是以通常的方式渐进演化而来。另一些学者认为语言并不是从灵长类的交流，而是从灵长类的认知能力中演化而来，因此也更为复杂。迈克尔·托马塞洛等学者提出，原始语言应当更多是基于手势而非发声。部分支持语言发声说的人认为，语言可能是源于歌唱的能力。
同时还有学者超越了连续性与非连续性的二分法，他们认为语言的出现是某些社会转变的结果。由于建立了前所未有的公众信任，人类才得以将原先潜藏的语言能力解放出来。这些学者指出，野生的黑猩猩与倭黑猩猩也有潜在但在其野外生活中几乎从未使用的符号能力。这种理论的研究者认为，即便在演化过程中出现了完美的语言突变，其在灵长类当时的社会结构中仍是无用的。因此，特殊的社会结构（个体之间高度互信的社会）必须在语言之前形成，或至少是和语言同步成型。只有在这种情况下，语言才可作为进化稳定对策中可依赖的“简易信号”。

### 演變
由于语言的起源处于人类史前史的非常早期，因而其发展过程未能留下直接的历史遗迹，同时如今也没有发现可与之相比较的发展过程。尽管如此，现代新诞生的一些手语（如尼加拉瓜手语）或许可以揭示出语言发展中必定出现的阶段与过程。另一种研究方法是通过观察早期人类化石，以试图找到适应语言使用的生理结构变化的痕迹。而对一些已灭绝人类的DNA检测，特别是找到其中与语言功能有关的基因（如FOXP2），也是研究语言起源的关键。还有一种考古学方法，是去寻找象征行为（如重复的仪式活动）所留下的考古学遗迹，比如用作人体彩绘的颜料，同时从理论上论证由象征行为到语言的逻辑关系。
语言的演化与其所需的解剖学上的先决条件，理论上其时间跨度从人属（230-240万年前）自黑猩猩属（500-600万年前）分化出来一直到行为现代性的完全出现为止（约5-15万年前）。一般都认同南猿与类人猿的交流方式并无显著区别，但对于人属约250万年前出现后的发展，学者间有着不同的意见。有一些认为能人就已经具备了原始的类语言系统，另一些则认为到直立人（180万年前）或海德堡人（60万年前）时才有原始符号的交流，而直到10万年前的智人时期语言才开始发展。
1998年，伯克利加州大学的语言学家约翰娜·尼科尔斯使用统计学方法来估算形成今天现代语言的分布与多样性所需要花费的时间，她认为有声语言的出现至少在10万年之前。Q. D. 阿特金森（Q. D. Atkinson）进一步指出，古人类从非洲向其它大陆的迁徙过程中基因与语音多样性逐渐降低。因此对于某特定语言，其越远离非洲，音位也就越少，因此大洋洲（人类最晚到达的大洲）语言中的音位是所有语言中最少的。基于阿特金森的工作，后续研究探索了音位演变的自然速率，根据其与非洲部分最古老语言的对比，显示出语言的演化时间大约在5万-15万年前，与现代智人的演化时间吻合。这一结果也得到来自遗传学、考古学、古生物学等不同领域的证据支持，这显示语言出现于中石器时代非洲大陆撒哈拉以南某处，大约在智人出现之时。
语言学家认同，如今已无“原始”语言存留于世，所有现代人类所说的语言都有着相差不大的复杂性与表达能力。

## 用于交流的语言
语言和说话不是完全一致的概念，因为语言并不局限于口头的表达，它也可以体现于文字或手势。口语只是语言对信息的编码与传递方式之一，并或许也是其最自然的表现方式。
包括乔姆斯基在内的部分学者将语言视为一种认知的发展，在人类演化后期，认知能力的“外化”造就了语言的交流功能。根据这种说法，人类语言的显著特征之一是递归：短语迭代嵌入语句之中。但有些学者反对此观点，他们认为递归不是语言的普遍特征，因为某些语言（例如皮拉罕语）缺乏这种特征。
还有一些人认为，提问的能力也可作为区分人类语言的特征。某些生活在人类饲养环境中的灵长类（例如黑猩猩和倭黑猩猩）可以使用一些初级手语与饲养员交流，它们可以正确地回应问题和请求，却无法主动提出哪怕是最简单形式的问题。人类幼童在学会使用语法结构之前就具备了提问的能力。尽管出生于不同文化环境的婴儿从各自环境中习得母语，但世界上所有语言无一例外地使用了类似的上升语调来表达是/否提问，因此很可能存在有一种普遍的提问语调。根据一些学者的说法，句子的语调是口语语法的基础，儿童在学习任何语言时，它都是最先被掌握的东西。

## 语言与认知发展的关系
语言拥有高级指涉（或直指）的能力，语言使用者可以向对方表述位于当前环境之外的，甚至是不存在的事物。常认为这种能力与心灵相关，它能够将交流对象视为是与自己一样的，有需求和意向的个体。根据乔姆斯基、豪瑟和惠誉（2002）的说法，这种高级指涉能力表现在以下六个方面：
- 心智理论
- 表达非语言概念的能力，例如对物体/类别的区分
- 用于指代的声音信号
- 依据理性、有意图的模仿
- 按照意愿控制交流信号，表现出交流由意向驱动的证据
- 对数字的表达（英语：Numerical cognition）

### 心智理论
西蒙·拜伦-科恩(1999) 论证说，人类心智必定在语言之前就已形成，他的论证基础是科学家从40000年前人类遗迹了解到的信息，当时的人类可进行：有意的交流，对交流失败的修复，教学，有意的说服，有意的欺骗，制定共同的计划与目标，有意的分享话题，以及假装。拜伦-科恩认为有些灵长类也能表现出上述的某些特征，但它们并不具备完整表现出所有特征的能力。克尔和托马塞洛关于黑猩猩的研究也支持了上述观点，黑猩猩个体理解群体中的其他成员也具备感知能力，拥有知识和意向，但似乎它们无法理解错误的信念。许多灵长类动物都表现出了心智理论的某些方面，但都没有类似人类的完整体现。
总之，在有关语言起源的研究领域，人们普遍认同心智的必要性。也就是说，人类心智的发展是充分开发语言潜能的必要前提。

### 对数字的表达
在一些实验中，老鼠和鸽子都有能力做到按下对应次数的按钮以获取食物奖励。当数字小于4时，动物可以表现出十分敏锐的分辨力。然而，随着数字的增加，错误也随之增加。灵长类研究者松泽哲郎曾试图教黑猩猩阿拉伯数字。人类与黑猩猩在数字表达方面的能力差异巨大，黑猩猩通过数千次训练才可掌握数字1-9的概念，并且它们学习每一数字花费的训练时间相似。而人类儿童（5.5-6岁）在学会1，2和3的概念后，他们就能轻易的使用后继函数（例如，2比1大1，3比2大1，4比3大1）推理出后续数字。而一旦掌握到数字4的概念，儿童马上就明白了数字n就是比前一个数字大1。简而言之，其它灵长类动物只能一个个的学习数字，而人类却可以通过学习一系列的符号序列（1，2，3，4...）从而理解它们的准确含义。这些研究结果可被视为人类语言的“开放式生成属性（open-ended generative property）”在数字感知领域的应用。

## 语言学结构

### 词汇-音系定理
霍克特（1966）详细列了描述人类语言所需的特征，对于词汇-音系定理领域，列表中有两项特征最为重要：
- 生产性：使用者可创造并理解新的语句。
  - 旧有语句可透过重组、类比或转化而轻易地生成新语句。
  - 语言中的新旧元素都可包含各语境所需的含义，也就是说，每一语言都可持续生成新的俗语。
- 二元性（或样式）：大量有意义的语言元素都来自一组少量、无意义但可区分的基础元素的组合。

语言的发音系统由有限的音系单元组成。根据特定语言的音系规则，这些基础单元可重组和串联，由此形成词法学和大量词汇。语言的一个重要特点是，从其简单有限的音系单元出发，可生成数量无限的词汇系统，音系规则决定了词汇的组成方式，而词汇的形式与其所要表达的意义密不可分。音韵句法是对已有音系单元的简单组合，与之相关的有人类语言中另一重要特征：词汇句法，其也源自特定基础单元的组合，从而生成具有全新语义的新词。
部份词汇-音系定理中的元素也存在于其他动物中。鸟类鸣唱、类人猿叫声、鲸歌等都体现出了音韵语法，它们都是基础声音单元的复杂组合，以示强调或表达新的含义。有些灵长类动物也有用作指涉现实事物的简单语音系统。但与人类不同，这些灵长类的语言系统通常只是孤立存在，并缺乏词汇语法。有证据显示坎氏長尾猴具备词汇语法，它们可以组合两个叫声（将捕食者预警叫声与“boom”组合，表达危险状况的减退），但仍不确定这可作为词汇，或仅是一种词法学现象。

### 皮钦语和克里奥尔语
皮钦语是一类简化的语言，源自没有共同语言的群体之间为沟通而作出的创造，其仅有粗浅的语法和非常有限的词汇。初级阶段的皮钦语可能由一些名词、动词、形容词，以及少量冠词、介词、连接词和助动词组成。其中的语法常没有固定语序，单词也没有屈折变化。
如果皮钦语在长时间内作为群体之间的交流媒介，就可能逐渐演化出更高的复杂度。假如从某代开始，群体中的儿童以皮钦语作为母语，那么此时皮钦语就演变成为了克里奥尔语。克里奥尔语比皮钦语更稳定，语法更加复杂，有固定的音系、句法、词法和句法嵌入。这种语言的句法和词法有许多相对于来源语言的创新。
对世界各地的克里奥尔语研究发现，这些语言虽然起源不同，却在语法方面有显著的相似之处。句法相似性包括主语-动词-宾语语序。即使来源语言的语序不同，克里奥尔语却仍有大概率发展出主动宾语序。此外，克里奥尔语也经常发展出类似定冠词、不定冠词的结构，以及类似的短语结构移动规则。

## 演化时间表

### 灵长类的交流方式
灵长类学者的田野调查为我们提供了许多关于大型猿类交流方式的认识。有发现表明，非人类灵长动物的叫声是按照等级而非类别区分的，信息接收者可以透过对方的叫声评估它当前的情绪与身体状态。非人类猿猴的叫声一般只能在对应情绪下发出。饲养状态下的猿类可被教授简单手语，或是使用符号字与人类交流。某些猿类，例如黑猩猩坎兹可以理解并使用数百个符号字。
灵长类动物大脑中的布若卡氏区和韦尼克区负责控制面部、舌头、嘴巴和喉部的肌肉，并帮助识别声音。 众所周知，灵长类动物会发出“呼嚎（vocal calls）”，这些呼叫由脑干和边缘系统中的神经回路产生。
人们对野外疣猴的交流进行了广泛的研究。它们交流的很大一部分都是对群体中其它成员的警告，它们会提醒同伴有捕食者正在接近。这些警告包括 “豹叫”、“蛇叫”和 “鹰叫”。每种不同叫声都会在接收者中引起不同的防御策略，科学家们通过扬声器播放预先录制的声音，可以在猴子中激发出预期的反应。其它还有一些用于识别的交流。当一只幼猴发出叫声，它的母亲会转向它，但其他疣猴的母亲反而会转向该幼猴的母亲，看她会怎么做。
类似的，科学家观察到，饲养状态中的黑猩猩会使用不同的“词语”来指代不同的食物。科学家录制了黑猩猩在指代中所用的声音，当他们播放指代“葡萄”的声音，黑猩猩会指向包含有葡萄的图片。

### 始祖地猿
2017年，一篇发表于《HOMO》期刊的文章声称，始祖地猿（距今450万年）的解剖学显示出了人类演化谱系中首个有关发声能力的证据。这项研究将始祖地猿的头骨与29个不同年龄段黑猩猩的头骨作了比较，结果显示始祖地猿头骨的许多特征与幼年、未成年黑猩猩相似，而与成年黑猩猩不同。值得注意的是，这种相似性还体现在与幼年、未成年黑猩猩头骨类似的三维构造上。这或许表明，这种相似性赋予了始祖地猿更多的发声能力。这种观点认为，黑猩猩在青春期的发育过程中产生的生长因子影响了声道的结构，从而阻碍了它们的口语能力，而始祖地猿的发育过程没有受到这类生长因子的影响。与黑猩猩的颅骨相比，始祖地猿有一定程度的颈部脊柱前凸，这个特征有利于声音的协调。
这项研究的另一个重要意义在于，它表明与攻击性降低相关的头骨变化同时也促进了早期人类的口头发声能力。文章作者在研究中将灵长类解剖学中与交配相关的证据、声带和颅骨的解剖学证据以及它们的社会结构相结合，他们认为在当前阶段，古人类学家的还未认识到人类社会演化与语言能力之间的重要联系。
不过作者也指出，虽然没有在始祖地猿的头骨中发现类似成年黑猩猩头骨那样对语言能力的阻碍构造，但我们仍无法确定始祖地猿具体的语言能力到底如何。根据声道比例，作者认为始祖地猿的语言能力可能类似人类婴儿，或是年幼的儿童。他们承认这还只是个猜想，但也确信头骨构造的变化是语言演化的重要前提。论文中写道：
我们认为，由于颅底和颅面形态的差异，始祖地猿的口语表达不会像黑猩猩和倭黑猩猩那样受到限制。不过，始祖地猿的发声能力也有可能接近黑猩猩和倭黑猩猩，也许其特异的头骨形态并没有导致语言能力的任何重大进步。从这个意义上说，本文所作的解剖学分析或许可以应用在始祖地猿之后的，更具有表达能力的人类祖先身上。然而，考虑到发声能力在社会选择方面的巨大优势，我们有理由认为始祖地猿会发展出比黑猩猩和倭黑猩猩更复杂的发声能力。

### 早期人属
根据解剖学证据，一些学者认为人类的双足行走能力最早源于350万年前的南方古猿。大约在这一时期，人类祖先颅骨中的声道开始呈现出明显的 L 形。为发出特定的声音，例如现代人类语言中的元音，早期人属必须拥有一个特定构形的声带和位置更低的喉咙。先前有研究指出，由于尼安德特人喉部位置差异，他们的音域范围远没有人类宽广。对智人和尼安德特人化石证据的重新建模支持了这一理论；然而，现代研究也显示，智人与尼安德特人舌骨之间没有差异。尽管有研究指出，喉咙的位置是口语发声的关键，但也有一些其它研究持有不同意见，它们认为这个特征可能并没有我们想象中那么重要。 卡塔尔多、米利亚诺和维尼修斯 (2018) 认为，口语能力可能源于不同群体之间日渐增长的贸易与交流活动。由卡塔尔多提出的另一观点认为，口语的进化源自尼安德特人制造工具的需求。

### 早期智人
史蒂文·米森使用 Hmmmmm 这个术语来指代古人类使用的前语言交流系统。这个交流系统从匠人起始，到更新世中期的海德堡人和尼安德特人时达到了最高的复杂程度。Hmmmmm 是整体性（holistic，非拼凑而成的）、操纵性（manipulative，这类交流可以提出命令或建议，而不仅仅是描述性的陈述）、多模式（multi-modal，不仅仅体现于声音，也可通过手势或面部表情传达信息）、音乐性（musical）和模仿性（mimetic）的缩写。

#### 直立人

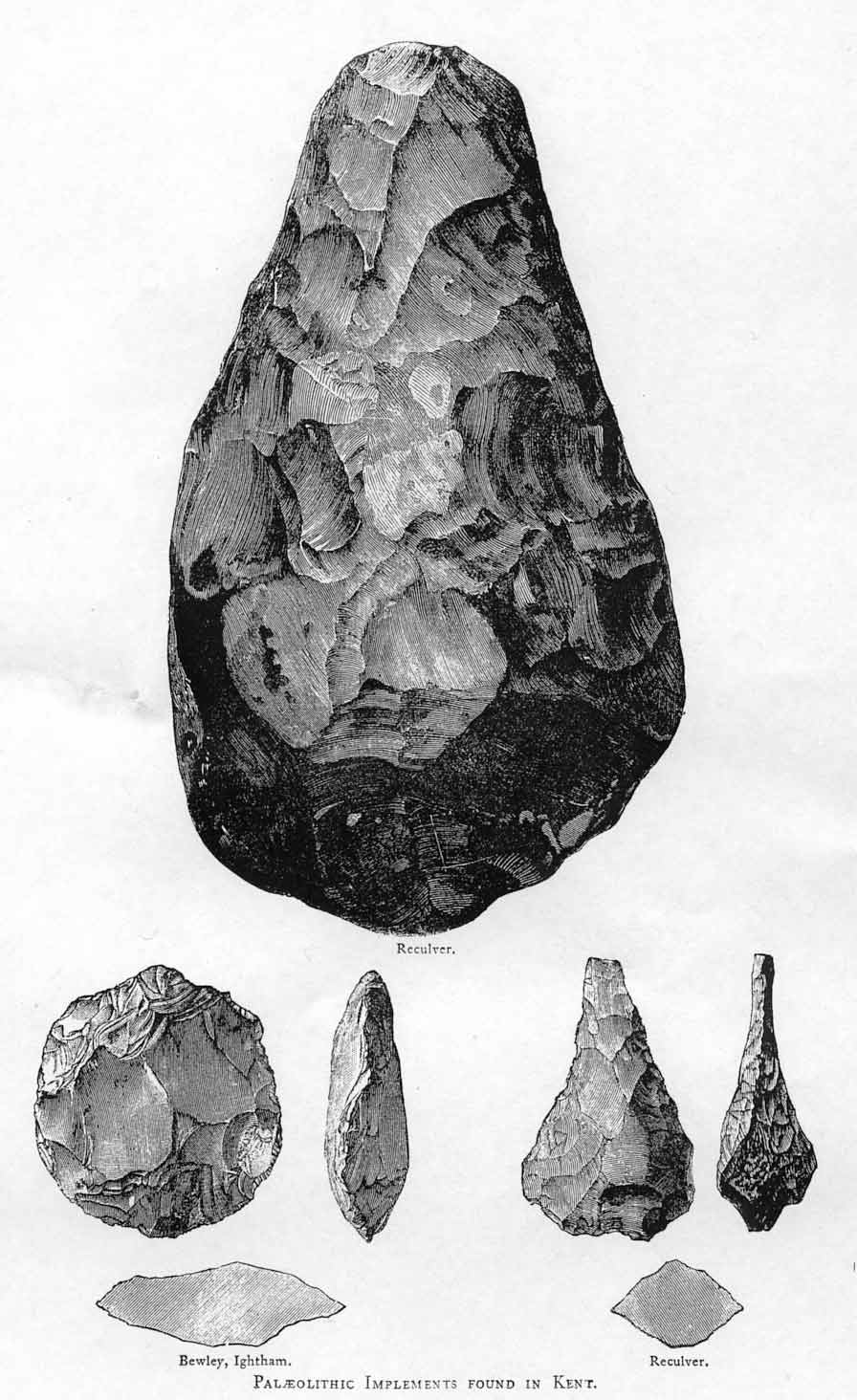
直立人于150万年前制作的阿舍利手斧。

根据直立人对于阿舍利工具的使用情况判断，他们很可能有语言系统。设计阿舍利手斧的抽象思维正是创造简单语言所需要的。最近的语言理论指出，递归是人类语言与思维的显著特征。但是，假如把语言拆分为基础符号单元：意义与语法相互分离，这显示出人类语言的基础既非递归也非语法。这也可从巴西原住民的皮拉罕語中得到例证，这种语言没有数字和颜色，其使用者文化中也没有创世神话。因此这显示出，即使不存在语法，生活于100多万年前的直立人拥有的预测、计划和象征思维也可作为其语言使用的证据。

#### 海德堡人
海德堡人是匠人的近亲，或许是它们的迁徙后代。一些研究者认为，海德堡人是首个能自主控制发声的智人，他们起初可能是为了模仿动物的发声，然后随着海德堡人产生出更复杂的文化，他们或许也发展出了早期形式的符号语言系统。

#### 尼安德特人
1989年发现的卡巴拉2号舌骨（来自尼安德特人）表明，就解剖学层面而言，尼安德特人或许能发出与现代人类相似的声音。控制舌头运动的舌下神经或许可利于夸大体型（参见§ 体型夸大假说），或反映出说话能力。
然而，理查德·克莱因（2004） 提出，尽管解剖学支持了尼安德特人口头交流的能力，但他对其拥有完全现代的语言表示怀疑。克莱因的怀疑主要来自于古人类的化石记录以及他们所制作的石器。在智人出现后的200万年里，石器技术的发展很少。克莱因对远古石器进行了广泛研究，他认为这些石器过于粗糙，无法根据其功能进行分类，并且似乎尼安德特人对其工具的审美形式并不关心。因此克莱因提出，即使尼安德特人具备了产生语言的硬件条件，但他们的大脑可能尚未达到现代语言所需的复杂程度。尼安德特人文化与技术的复杂度仍是一个有争议的话题。
用于评估语言演化的计算机模拟显示，在语言演化的三个阶段中，尼安德特人似乎正处于第二阶段，这表明他们拥有比原生语言更先进的东西，但还没有达到现代人语言的复杂性。
一些研究人员将听觉生物工程模型应用于尼安德特人头骨的计算机断层扫描，他们发现在解剖层面，尼安德特人的听觉能力与现代人非常相似。他们声称，这一发现意味着“尼安德特人进化了听觉能力，以支持与现代人语言一样有效的发声交流系统”。

### 智人
解剖学意义上的现代人类（也即晚期智人）的化石记录最早出现在埃塞俄比亚，距今大约20万年。对于人类的行为现代性何时于非洲产生还有待争论。如今也有考古学家根据位于南非的中石器时期遗址（例如布隆伯斯洞窟）中红色赭石染料相关证据，推测现代人类的解剖构造是与行为现代性同步发展的。
根据人类单地起源假说，部份人类在距今5-6万年前离开非洲，开始迁移分散至世界各地，该过程也伴随着语言和文化的传播。

### 喉部位置降低
喉是位于颈部的器官，其中有用于发声的声带。相比其他人属，现代智人的喉部位置更低。在其它动物中也有观察到喉部位置降低的现象，例如山羊、狗、猪和柽柳猴，这些动物可暂时性降低喉部，以发出更低沉的声音。一些鹿科物种有永久性的喉部位置降低，其中雄性个体在呼叫时可能会进一步降低喉部。狮子、美洲豹、猎豹和家猫也可降低喉部位置。根据菲利普·利伯曼的研究，非人类动物在喉部位置降低的同时，舌骨却未一并降低，因此它们的舌头仍在口腔内保持水平，无法起到作为咽部调音器官的作用。
不过，学者们对于人类声道的“特殊性”仍有争论，例如黑猩猩在发育过程中也会降低喉的位置，并在此过程中伴随舌骨的下降。针对上述质疑，菲利普·利伯曼指出，只有人类演化出了喉部和舌骨显著且永久的位置降低，由此令舌头呈弯曲形态，并致使了声道形成两个1:1比例的管道。他认为尼安德特人和晚期智人尚不具备实现“完整的人类言语”所需的喉上方声道。只有在人类中，会厌和软腭无法接触，由此干扰了哺乳动物中普遍的食道和气管的分离，导致进食过程存在被呛到而窒息的风险。有人提出，人类也从这种解剖结构变化中获得了额外优势，它可能有利于语言的发展。不过这种说法也有争议。首先，根据医学统计，人类在进食过程中发生窒息的几率极低。其次，多数学者认同语言出现在人类演化晚期，差不多和智人出现于同一时期。如此短的时间不足以演化出人类声道结构的变化，因此这种变化必然先于语言的出现。因此，根据上述说法，人类声道结构变化不是源于对语言能力的自然选择，但未排除该变化是源于对歌唱能力的自然选择的说法。

#### 体型夸大假说
喉部位置的下降可使声道延长，进而降低声音的共振频率，令声音听起来更加“低沉”——从而在声音接收者中造成对方体型比实际更大的印象。约翰·奥哈拉认为，人类（尤其是男性）喉部位置的下降更多是为了展示威胁性，而非用于提升言语能力。奥哈拉指出，假如人类喉部位置的下降是为了适应语言发展，那么男性将比女性更具言语表达优势，因为他们的喉部位置更低。然而根据实验研究，女性在语言表达方面优于男性，因此也就排除了上述说法。
W.特库姆塞·菲奇也认同上述体型夸大假说。根据菲奇的说法，该解剖结构演化最初与言语表达无关，后续因该变化带来的声音共振频率范围增加促进了语言的形成。体型夸大假说是对雄鹿喉部位置降低的唯一可行解释。人类男性在青春期时会进一步降低喉部位置，这也与上述体型夸大假说相符。此外，针对人类女性的喉部位置下降，菲奇表示低沉的声音也有利于母亲保护儿女。

### 音位多样性
2011年，研究者昆汀·阿特金森（Quentin Atkinson）调查了来自不同语系的500种语言中的音位，并基于地理区域、语言使用者数量、与非洲大陆距离来比较音位多样性。结果显示，非洲语言有最多音位，而大洋洲和南美洲语言中音位最少。考虑到语言使用者数量，阿特金森将音位多样性与2000个可能的语言起源地区结合，得出语言起源的“最适”模型应当位于非洲大陆中南部，距今大约8-16万年。这个时间早于人类从非洲南部海岸迁徙至阿拉伯半岛、印度次大陆、东南亚和澳洲大陆的时间。这也意味着语言与象征文化出现于同一时间。